# 原住民族廣播電台
原住民族廣播電台（Alian 96.3），簡稱原廣台，為原住民族文化事業基金會所經營的廣播電台，是台湾第一個以臺灣原住民族為主的廣播電台。該台接手原本中廣音樂網的頻率，2017年8月9日開播。

## 概况
原住民族广播电台以汉语和16种台湾原住民语言广播。电台呼号中的“Alian”在排湾族、鲁凯族、卑南族语言中有“好朋友”的含义，取名“Alian”意在表明原住民族广播电台是台湾原住民族可以共同拥有、共同参与的媒体，是原住民的好朋友，也是非原住民的好朋友，是认识台湾多元文化的重要窗口。

## 历史

原住民族廣播電臺舊標識

2016年11月30日，國家通訊傳播委員會（NCC）審議通過客家委員會（客委會）及原住民族文化事業基金會（原文會）籌設全區性廣播電臺的頻率指配申請案，將當時中广音乐网的頻率分配給籌備中的原住民族廣播電台。NCC於2017年4月14日收回中廣寶島網（FM105.9／FM101.5／FM106.9／FM104.3／FM102.9，收回後頻率分配給講客廣播電台）和中廣音樂網（FM96.3／FM96.1）的頻率。
2017年8月9日，原住民族广播电台开播，中華民國總統蔡英文出席开播典礼并宣布开播；蔡英文说，原住民族广播电台的开播，是保障原住民族「媒体近用权」的具体实践。但2017年8月12日，中國文化大學大眾傳播學系副教授林福岳說，媒體近用權是讓無法掌有媒體發聲權的閱聽人也有能夠接近使用媒體的權利和機會，「如今原住民族聲稱有自己的電視台和廣播電台，就已經具有發聲權、所有權；更廣義的說，就是原住民族『傳播權』的實踐」，因此他質疑那些說原住民族廣播電台彰顯原住民族媒體近用權的人「懂不懂什麼叫做媒體近用權」；綜觀原住民族廣播電台的節目規劃，大都是電台單向傳遞訊息，「甚少有讓民眾互動參與式的規劃，更不用說貼近地方和部落」。2018年1月18日，國立臺灣藝術大學廣播電視學系教授賴祥蔚說，原住民族廣播電台與講客廣播電台的成立都是部會直接插手，完全違反黨政軍退出媒體的精神。
2018年7月13日，原住民族文化事業基金會企業工會前往行政院新莊聯合辦公大樓，抗議原住民族電視台與原住民族廣播電台「假承攬、真雇用」72名承攬人員，呼籲原住民族委員會（原民會）介入終結假承攬、將承攬人員全數納編正職。
2019年8月1日，原住民族廣播電台每天12:00、18:00的《5分鐘整點新聞》改為《華語新聞》（7分鐘）。
2020年11月25日，廣播人馬世芳宣布將於本年底結束與原住民族廣播電台合作關係，原因是不滿原文會要求「完全擁有」他的節目《耳朵借我》著作財產權、並要求他「放棄行使著作人格權」。馬世芳說，自2017年以來，他與原住民族廣播電台的主持合約是「逐年議約」，合約規定節目版權為他與原住民族廣播電台共有。2020年12月1日，原文會董事長希·瑪拉歐斯表示，經立法委員協調後已達成共識，原住民族廣播電台節目著作權將朝「甲乙雙方共享共有」方向邁進。

## 頻率
| 發射站         | 频率       | 功率  | 發射站位置                                                   | 收聽範圍                           |
| 竹子山轉播站   | FM 96.3MHz | 15 kW | 新北市三芝區箭竹段96地號 （華視竹子山轉播站（北部轉播站））  | 台北、新北、基隆地區               |
| 中寮轉播站     | FM 96.3MHz | 30 kW | 高雄市旗山區中寮二路13號之1 （華視中寮發射站）               | 高雄、屏東地區                     |
| 鯉魚山轉播站   | FM 96.3MHz | 5 kW  | 花蓮縣壽豐鄉池南村轉播站1號之1 （公視花蓮轉播站）            | 花蓮（新城鄉以南、鳳林鎮以北）地區 |
| 西川山轉播站   | FM 96.3MHz | 5 kW  | 臺東縣太麻里鄉三和村秀山47號（華視台東發射站）               | 臺東地區                           |
| 宜蘭轉播站     | FM 96.1MHz |       | 宜蘭縣蘇澳鎮七星嶺6號（華視七星嶺轉播站）                    | 宜蘭縣蘭陽平原區                   |
| 火炎山轉播站   | FM 96.1MHz |       | 苗栗縣三義鄉西湖村伯公坑15鄰33號（警察廣播電台火炎山轉播站） | 苗栗縣、台中市、彰化縣、南投縣     |
| 五指山轉播站   | FM 96.1MHz |       | 新竹縣五峰鄉大隘村14鄰269-30號                               | 桃園市、新竹市、新竹縣             |
| 魚池轉播站     | FM 96.1MHz |       | 南投縣魚池鄉香茶段981地號                                    | 南投縣魚池鄉、國姓鄉               |
| 仁愛轉播站     | FM 96.1MHz |       | 南投縣仁愛鄉北東眼山127林班地                                |                                    |
| 信義轉播站     | FM 96.1MHz |       | 南投縣信義鄉東埔段35地號                                     |                                    |
| 那瑪夏轉播站   | FM 96.1MHz |       | 高雄市那瑪夏區達卡奴瓦里達卡奴瓦段965號                      | 高雄市那瑪夏區                     |
| 茂林轉播站     | FM 96.1MHz |       | 高雄市茂林區多納段364地號                                    | 高雄市茂林區                       |
| 北里龍山轉播站 | FM 96.1MHz |       | 屏東縣獅子鄉新路段155地號                                    |                                    |
| 赤牛嶺轉播站   | FM 96.1MHz |       | 屏東縣恆春鎮山腳里山腳路28之2號                              | 恆春半島                           |
| 蘭嶼轉播站     | FM 96.1MHz |       | 臺東縣蘭嶼鄉紅頭村紅頭1之6號                                 | 蘭嶼                               |
| 綠島轉播站     | FM 96.1MHz |       | 臺東縣綠島鄉南寮村火燒山路5號                                | 綠島                               |

## 主持人
- 馬少[15][15]
- Kuljelje
- Saspin
- Swin
- tjuku
- David
- 黃麗譽
- Sera Icyang
- 巫巴克
- 熊儒賢
- 陳永龍
- 林照玉
- 古花兒
- 璽恩
- 鄭幸生
- 萬芳
- 馬世芳
- 鄭開來
- 曾淑勤
- 陳凱倫
- 馬耀·喇外
- 武勇·達印
- 北原山貓
- 詹明惠（阿冰）
- 全陸
- 徐睿楷
- 璽固·馬耀
- 連玉櫻
- 趙惠珠
- 高雨儂
- 晨光
- Nick阿塔溜
- 阿布田
- Malivan Kawru

## 外部連結
- 官方网站
- Alian96.3 原住民族廣播電台的Facebook專頁